# Günter Kolodziej (Musiker)
Günter Kolodziej (* 1924 in Hindenburg O.S., Oberschlesien; † 1996) war ein deutscher Bandleader, Chorleiter, Dirigent und Komponist.

## Leben
Kolodziej erhielt mit zwölf Jahren Violinenunterricht und absolvierte mit 14 Jahren in Hindenburg eine Orchesterschule. Danach besuchte er die Musikhochschule und spielte mit 18 Jahren als erster Waldhornist im Gau-Orchester Schlesien. Als Soldat kam er 1942 zur fliegertechnischen Schule und übernahm sogleich die Leitung der Kapelle, die er zu einem legendären Ruf als „Die goldene 13“ brachte. Nach Auflösung dieser Schule kam Kolodziej nach Uetersen und wurde 1944 an der Westfront schwer verwundet und gelangte bei der Invasion der Amerikaner nach Texas/USA. Nach einem halbjährigen Krankenhausaufenthalt übernahm er ein großes Orchester im größten Camp des Landes. 1946 kehrte er körperlich geschwächt nach Deutschland zurück und begann in Appen eine neue Tanzkapelle aufzubauen, die bei unzähligen Schützen- und Schifferbällen in der näheren Umgebung als Stimmungsgarant Nummer 1 galt. 1947 fing er mit acht Musikern (unter ihnen auch Helmut Zacharias) im Uetersener „Tivoli“ an und trat 20 Jahre lang bei drei Tanzveranstaltungen in der Woche auf. Günter Kolodziej beherrschte neben Violine und Waldhorn auch Saxophon und Klarinette. Er spielte in fast allen großen Häusern in Schleswig-Holstein und Hamburg. Insbesondere bei großen Tanzturnieren wie im Travemünder Kurhaus war die Kapelle sehr gefragt.

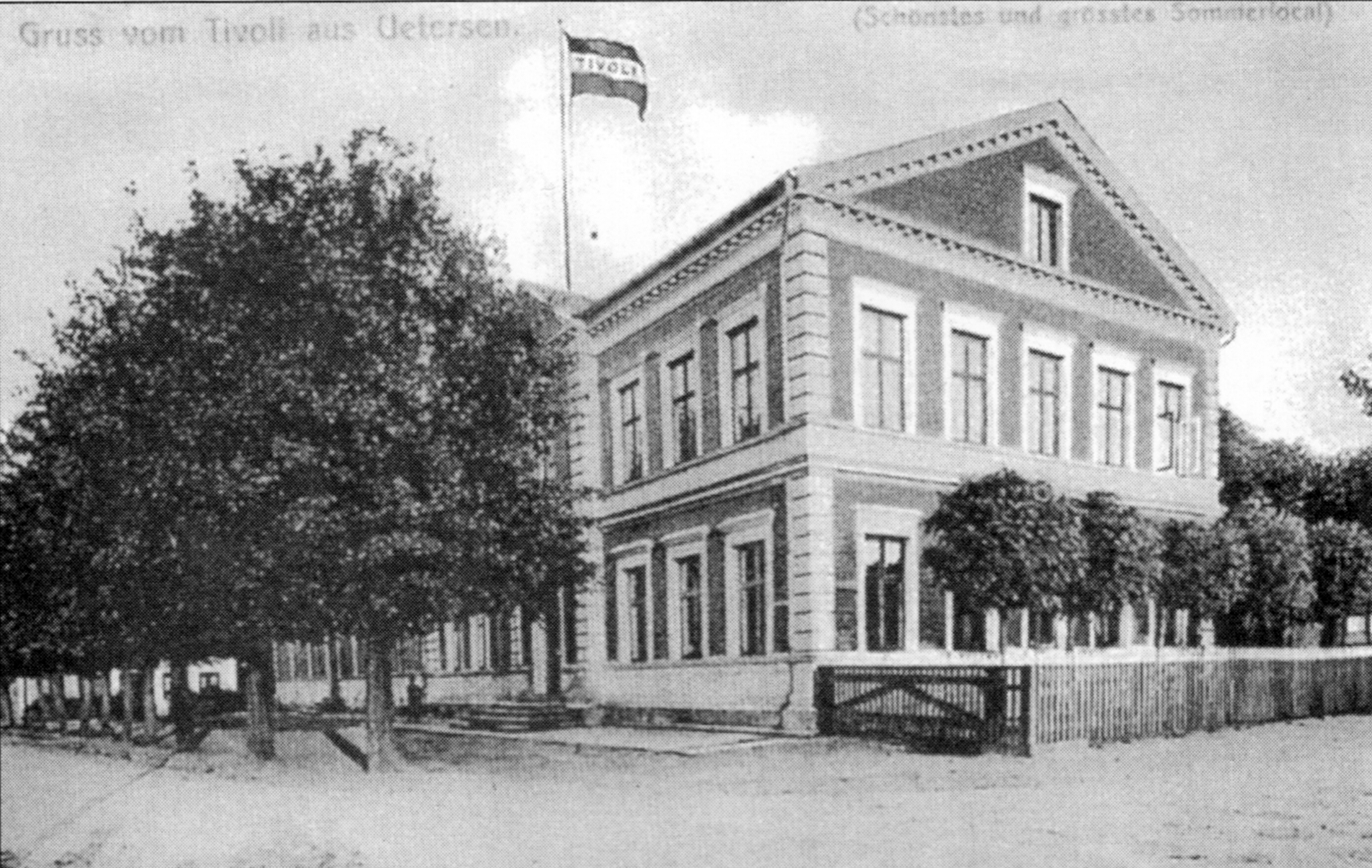
Das legenläre Tivoli in Uetersen um 1904, 1994 abgebrochen

Im Jahre 1954 begann er mit seiner Chorleiter-Tätigkeit. Er leitete mehr als 40 Jahre lang den Männergesangverein „Concordia“ Hohenhorst und 28 Jahre lang den „Spitzendorf-Schulauer Männergesangverein“. Des Weiteren verantwortete er musikalisch eine Zeitlang die Liedertafel „Eintracht“ Moorrege, den „Männerchor Uetersen von 1888“ (1960 bis 1980) sowie für kurze Zeit er auch dem Appener Chor. Eine Zeit lang war Günter Kolodziej gleichzeitig Dirigent von fünf Chören, sowie Kapellmeister, Sänger und Solist.
In Uetersen, wo er lange Zeit wohnte, betrieb er von 1964 bis 1988 mit seiner Frau das einzige Musikfachgeschäft der Stadt und bildete viele seiner Schüler aus, die nach seinen eigenen Angaben „ganz ordentliche Musiker“ wurden. Nebenbei komponierte Kolodziej Lieder und Texte für seine Chöre und war ab 1947 GEMA-Mitglied.
Große Erfolge feierte er mit seinen Chören. Es folgten Liveauftritte beim Hamburger Hafenkonzert und in den Fernsehsendungen Hamburg Ahoi, Aktuelle Schaubude und ZDF Sonntagskonzert, sowie in weiteren Rundfunk- und Fernsehübertragungen. Ein weiterer großer Erfolg sollte 1974 die Amerikareise zur German-American Steuben Parade werden, die aber wegen der Ölkrise abgesagt werden müsste. In dieser Zeit kam es zu Schallplattenaufnahmen bei Plattenlabel Philips die im Studio-Hamburg aufgenommen wurden. Seine größten Erfolge waren: „Mein Schleswig-Holstein“ (1961), „Waidmannslust“, „Mein Holstein“ und der bekannte Shanty „Rolling home (Dor fohr vun Hamborg mol so´n olen Kassen)“ (1964).